# Tolomeo

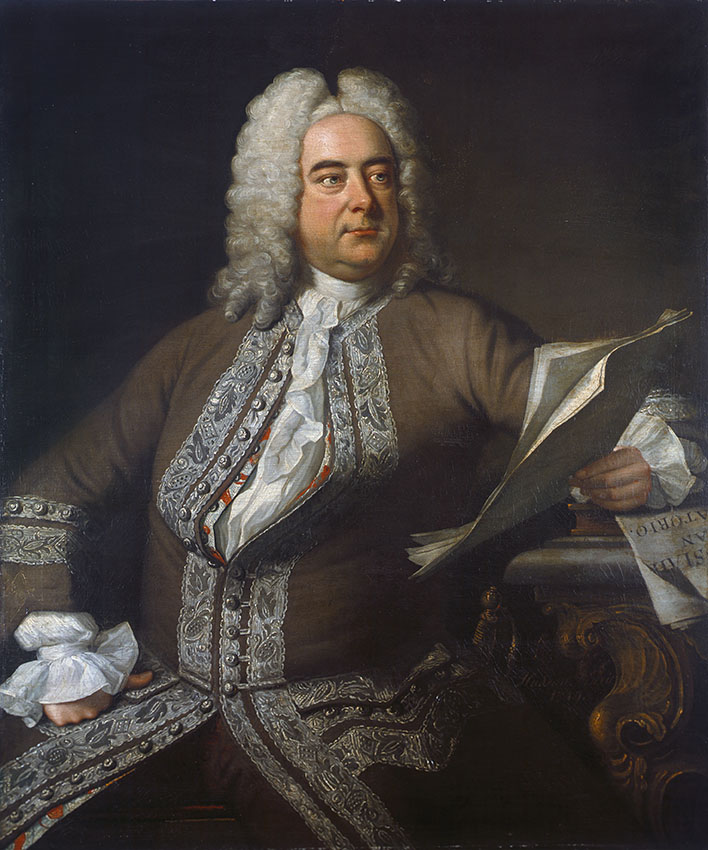
George Friedrich Händel

Tolomeo, re d'Egitto (HWV 25) é uma ópera em três atos composta pelo compositor alemão naturalizado britânico George Friedrich Händel (1685-1759) com libreto de Nicola Francesco Haym (1678-1729) escrito a partir do texto de Carlo Sigismondo Capece (1652-1728) Tolomeo ed Alessandro. Esse libreto havia sido musicado pelo jovem Domenico Scarlatti (1685-1757) em 1711 em Roma.
Esta foi a décima terceira e última ópera do autor para a Royal Academy of Music, criada em 1719. A obra foi estreada no King's Theatre de Londres em 30 de abril de 1728 e teve sete apresentações na temporada. Outras sete apresentações ocorreram a partir de 19 de maio de 1731 com diversas modificações e árias suplementares. Outras quatro apresentações aconteceram a partir de 2 de janeiro de 1733. Críticos como Dean consideram Tolomeo uma das produções mais fracas de Haym e Händel. O disfarce do casal de coadjuvantes faz a ação dramática oscilar entre o pastoral e a disputa disnática. Ao mesmo tempo, os personagens não estão tão bem caracterizados, especialmente as duas rivais em cena. O próprio Tolomeo é um herói pouco convincente, joguete do destino e que pensa em se matar ou simplesmente adormece. E sua esposa, Seleuce, perde brilho no terceiro ato. Tolomeo não parece conter o melhor de Händel no campo lírico.

## Papéis e Vozes Originais
| Papel                            | Tipo Vocal    | Elenco Original, 30 de abril de 1728 |
| -------------------------------- | ------------- | ------------------------------------ |
| Tolomeo, antigo dinasta do Egito | Alto Castrato | Senesino                             |
| Seleuce, esposa de Tolomeo       | soprano       | Francesca Cuzzoni                    |
| Elisa, irmã de Araspe            | Soprano       | Faustina Bordoni                     |
| Alessandro, irmão de Tolomeo     | Alto castrato | Antonio Baldi                        |
| Araspe, Rei de Chipre            | Baixo         | Giuseppe Maria Boschi                |

## Sinopse
A história se passa em Chipre, por volta do ano 108 AC, durante o reinado de Ptolomeu IX (Tolomeo), rei do Egito deposto por sua mãe e co-regente do país, Cleópatra III em favor de seu irmão mais novo, Ptolomeu X (Alessandro). Tolomeo vive secretamente em Chipre sob o disfarce de Osmin(o), um pastor. Sua esposa, Seleuce, havia sido mandada para a Síria por Cleópatra. Mas Seleuce sofre um naufrágio e todos acreditam que ela esteja morta. Porém, conseguindo se salvar, ela foge para Chipre também disfarçada de pastora (Delia), em busca de seu marido.

### Ato I
Tolomeo se acha nas praias de Chipre e encontra seu irmão Alessandro. Este veio a mando de Cleópatra, sua mãe, com um grande exército e ordens de matar seu irmão. Na verdade, Alessandro gostaria de conduzir o irmão de volta ao trono do Egito. Tolomeo, reconhecendo Alessandro, pensa em matá-lo, mas não tem forças para isso. Tolomeo, se disfarça sob o nome de Osmin para se proteger do Rei de Chipre, Araspe, aliado de Cleópatra. Ele é protegido por Elisa, irmã do Rei. Alessandro declara seu amor por Elisa, mas ela ama "Osmin". Mas, quando Elisa e Osmin conversam, fica claro que ele ama Seleuce, sua esposa, que ele acredita estar perdida. Quando fica só, Tolomeo pensa em se matar. Aparece Seleuce, também disfarçada sob o pseudônimo de Delia. Ela canta sua desgraça e, em seguida, vislumbra Tolomeo, mas é obrigada a fugir quando surge Araspe, que a persegue com intenções amorosas. O ato se encerra com Tolomeo pensando em Seleuce e desejando que ela surgisse diante dele para aliviar sua dor.

### Ato II
Tolomeo se desespera, declara a Elisa que não é Osmin e sim o governante deposto do Egito. Elisa convence Araspe a trazer Delia diante deles. Quando isso acontece, Tolomeo declara seu amor por sua mulher. Para protegê-lo, Elisa diz não entender o que Tolomeo/Osmin está dizendo. Intimamente, ela se lamenta, expressando sua dor. Tolomeo reitera que não ama Elisa e sai. Entra Alessandro, declarando seu amor por Elisa uma vez mais. Elisa afirma que a condição para retribuir esse amor é que ele mate seu irmão. Seleuce canta um novo lamento e Tolomeo faz eco a essa canto ao fundo.  Araspe surge em cena e tenta sequestrar Seleuce. Tolomeo não se contém e sai em defesa de sua esposa. Ele revela sua identidade e Araspe canta de forma rude, afirmando que irá punir o casal. Tolomeo e Seleuce são deixados a sós e cantam pela primeira vez em sincronia.

### Ato III
Alessandro recebe uma carta trazendo a notícia da morte de sua mãe. Ele diz que ela pagou o preço por sua crueldade. De alguma forma, Araspe acredita que Alessandro deseja voltar para o Egito com seu irmão para encontrar uma forma de matá-lo, mas precisa de alguém para executar seu plano. Araspe se acha a pessoa indicada para isso. Elisa obriga Seleuce a desistir de Tolomeo em favor dela mesma dizendo que, de outra forma, ele morrerá. Tolomeo rejeita Elisa uma vez mais. Ela diz que se ele é tão corajoso para rejeitá-la, então ele deveria também ser corajoso o batante para tomar veneno. Ele de fato toma e descreve os efeitos da poção. Em seguida, parece morrer. Alessandro encontra-se em um lugar remoto com Seleuce e promete reuni-la a seu irmão, Tolomeo. Araspe, triunfante, mostra o corpo para Alessandro. O Rei acredita que, agora, Seleuce será sua, mas Elisa revela que a poção tem apenas um efeito sonífero e que, agora, irá punir Seleuce e fazê-la morrer. Nesse momento, Tolemeo desperta e Alessandro conduz Seleuce até ele. A ópera termina com total reconciliação em um quarteto que celebra a ideia de que, quando o sofrimento se transforma em alegria, tudo pode ser perdoado.